# دوبیشوو (استان پومرانی)
دوبیشوو (به لهستانی:  Dobieszewo) یک روستا در لهستان است که در گمینا دنبنگتسا کاشوبسکا واقع شده‌است. دوبیشوو ۱۷۵ نفر جمعیت دارد.